# Llista d'episodis de Jokebox
Jokebox és una sèrie d'animació catalana per a adults d'Òscar Andreu i Òscar Dalmau, dirigida per Freddy Córdoba Schwaneberg i Roger Córdoba Schwaneberg, guió d'Òscar Andreu, Òscar Dalmau, Guillem Dols i Tomàs Fuentes, coprodüida per Televisió de Catalunya, Kotoc i Greatest Hits SL, amb la col·laboració de l'Institut Català de les Empreses Culturals (ICIC).
Fou estrenada per TV3 el 16 d'octubre de 2011 fins al 5 de febrer de 2012. La sèrie està formada per 13 episodis de 30 minuts de duració.

## Llista d'episodis
| # | Títol        | Direcció                                              | Guió                                                    | Data d'estrena         |
| --- | ------------ | ----------------------------------------------------- | ------------------------------------------------------- | ---------------------- |
| 1 | «Capítol 1»  | Freddy Córdoba Schwaneberg, Roger Córdoba Schwaneberg | Òscar Andreu, Òscar Dalmau, Guillem Dols, Tomàs Fuentes | 16 d'octubre de 2011   |
| El pare dels Pinto informa la família que ha conegut una persona molt especial. A "Compra-t'ho ara!" ens venen un clàssic de la literatura que també serveix per falcar taules: "Guerra i pau". En Guy descobreix que la seva dona no li és del tot fidel. Jutgen el senyor Culpable per haver assassinat un cambrer que li va servir un cafè massa calent. A Tarot Rossita truca una menor embarassada. DJ Pokito presenta les seves classes per ser el millor discjòquei. |              |                                                       |                                                         |                        |
| 2 | «Capítol 2»  | Freddy Córdoba Schwaneberg, Roger Córdoba Schwaneberg | Òscar Andreu, Òscar Dalmau, Guillem Dols, Tomàs Fuentes | 23 d'octubre de 2011   |
| La mare de la família Pinto explica dibuixant que poden perdre la casa. A "Compra-t'ho ara!" venen una família inflable per a persones que viuen soles. Els humans arriben al planeta on viuen els personatges dels dibuixos manga. "Rational Geogràphic" explica com els humans deixen la parella. El Sr. Culpable ha de justificar el robatori d'unes joies. Luciel practica un exorcisme. |              |                                                       |                                                         |                        |
| 3 | «Capítol 3»  | Freddy Córdoba Schwaneberg, Roger Córdoba Schwaneberg | Òscar Andreu, Òscar Dalmau, Guillem Dols, Tomàs Fuentes | 30 d'octubre de 2011   |
| L'avi de la família Pinto fa una confessió important tot dibuixant. A "Compra-t'ho ara" venen "Guerra i pau", un clàssic per falcar taules. Els humans arriben a un planeta habitat per ninots defectuosos d'una gran multinacional de l'entreteniment. Guy&Doll parla de pornografia. Rossita, la tarotista, rep la trucada d'algú molt proper. |              |                                                       |                                                         |                        |
| 4 | «Capítol 4»  | Freddy Córdoba Schwaneberg, Roger Córdoba Schwaneberg | Òscar Andreu, Òscar Dalmau, Guillem Dols, Tomàs Fuentes | 6 de novembre de 2011  |
| El fill de la familia Pinto dibuixa per confessar que marxa de casa. A "Compra-t'ho ara!" venen un ganivet capaç de tallar troncs. Els humans aterren a un planeta habitat per monstres. Guy & Doll parlen de tenir fills. 'Rational Geographic' analitza la passió dels homes pels cotxes. Acusen el Sr. Culpable de tenir un laboratori clandestí de droga. |              |                                                       |                                                         |                        |
| 5 | «Capítol 5»  | Freddy Córdoba Schwaneberg, Roger Córdoba Schwaneberg | Òscar Andreu, Òscar Dalmau, Guillem Dols, Tomàs Fuentes | 13 de novembre de 2011 |
| El gat de la família Pinto explica dibuixant què li ha passat al canari. A "Compra-t'ho ara!" venen un peix dissecat que canta. Rational Geographic descobreix la relació dels humans amb l'alcohol. Els 3 humans més preparats de la Terra conquereixen un planeta habitat per imitadors d'Elvis. |              |                                                       |                                                         |                        |
| 6 | «Capítol 6»  | Freddy Córdoba Schwaneberg, Roger Córdoba Schwaneberg | Òscar Andreu, Òscar Dalmau, Guillem Dols, Tomàs Fuentes | 27 de novembre de 2011 |
| La mare de la família Pinto explica dibuixant que es va canviar el sexe. A Rational Geographic descobrim la relació dels humans amb les seves cries. Els 3 humans més preparats de la Terra descobreixen el planeta d'E.T. Guy, el ventríloc, i Doll, la seva nina, discuteixen sobre la monotonia. |              |                                                       |                                                         |                        |
| 7 | «Capítol 7»  | Freddy Córdoba Schwaneberg, Roger Córdoba Schwaneberg | Òscar Andreu, Òscar Dalmau, Guillem Dols, Tomàs Fuentes | 4 de desembre de 2011  |
| La filla de la família Pinto confessa dibuixant que s'ha enamorat d'un home madur... molt madur. A "Compra-t'ho ara" venen sobres per aprimar. Els humans aterren al planeta Starwax, en "una galàxia molt llunyana". El ventríloc Guy ha rebut una suculenta oferta de feina... |              |                                                       |                                                         |                        |
| 8 | «Capítol 8»  | Freddy Córdoba Schwaneberg, Roger Córdoba Schwaneberg | Òscar Andreu, Òscar Dalmau, Guillem Dols, Tomàs Fuentes | 11 de desembre de 2011 |
| Una bona tanda d'embolics per als personatges de la sèrie més disbauxada: l'avi de la família Pinto té una nova amant, a "Es lloga habitació" reben la visita de Tiger Woods i el senyor Culpable és acusat de destruir el Nadal! |              |                                                       |                                                         |                        |
| 9 | «Capítol 9»  | Freddy Córdoba Schwaneberg, Roger Córdoba Schwaneberg | Òscar Andreu, Òscar Dalmau, Guillem Dols, Tomàs Fuentes | 31 de desembre de 2011 |
| A "Rational Geographic" estudiarem la mort dels humans. Els 3 humans més preparats de la Terra s'enfrontaran a un planeta ple de dictadors. A "Compra-t'ho ara" ens vendran el secret de l'eterna joventut. La Rossita es comunicarà amb el més enllà. DJ Pokito ens ensenyarà a crear una cançó amb èxit. El senyor Culpable es acusat de falsificar obres d'art. Assistirem a un bateig a la congregació del germà Luciel. String cantarà als calbs. Un Home amb els ous durs com pedres trucarà a la consulta del DrX. En Guy descobreix l'amant de Doll. Jesús de Natzaret visitarà "Es lloga habitació" i el pare de la família Pinto anunciarà que té una malaltia terminal. |              |                                                       |                                                         |                        |
| 10 | «Capítol 10» | Freddy Córdoba Schwaneberg, Roger Córdoba Schwaneberg | Òscar Andreu, Òscar Dalmau, Guillem Dols, Tomàs Fuentes | 15 de gener de 2012    |
| La família Pinto no sap on és la filla. A "Rational Geographic" veurem per què als humans els agrada pujar vídeos a internet. Ens vendran un potent llevataques a "Compra-t'ho ara". Els 3 humans més preparats de la Terra descobreixen el planeta Delmac. El senyor Culpable va cometre un crim mentre participava en un programa de televisió. DJ Pokito es posiciona en contra de les drogues. Rossita traurà la carta del cap rapat. En Luciel curarà un cec. String cantarà als nens esclaus. El DrX parlarà dels objectes sexuals. La tensió augmenta entre Guy i Doll i a "Es lloga habitació" reben la visita d'Indiana Jones.                                            |              |                                                       |                                                         |                        |
| 11 | «Capítol 11» | Freddy Córdoba Schwaneberg, Roger Córdoba Schwaneberg | Òscar Andreu, Òscar Dalmau, Guillem Dols, Tomàs Fuentes | 22 de gener de 2012    |
| La Rossita traurà la carta de la traqueotomia. A "Rational Geographic" estudiarem la relació dels humans amb els telèfons mòbils. El DrX ens ensenyarà noves tècniques. DJ Pokito gravarà un videoclip. Els 3 humans més preparats de la Terra descobreixen el planeta Super Nario. El fill de la família Pinto és traficant. String cantarà per la llibertat d'expressió. Luciel crearà un programa infantil. A "Compra-t'ho ara" ens vendran una polsera per a l'equilibri. El senyor culpable està acusat de suborn. Guy rebrà la visita de la seva sogra i a "Es lloga habitació" reben Lady Gaga.                                                                             |              |                                                       |                                                         |                        |
| 12 | «Capítol 12» | Freddy Córdoba Schwaneberg, Roger Córdoba Schwaneberg | Òscar Andreu, Òscar Dalmau, Guillem Dols, Tomàs Fuentes | 29 de gener de 2012    |
| Els pares de la família Pinto donen mal exemple als fills. A "Rational Geographic" veurem el fenomen del fans. Els 3 humans més preparats de la Terra aterren al planeta Super Nudista. En Guy actua en un altre espectacle. Ens vendran un mètode per deixar de fumar a "Compra-t'ho ara". El protagonista de CSI truca a "Tarot Rossita". DJ Pokito fa un disc conceptual. String canta en contra de la pirateria. El senyor culpable està acusat de tràfic d'òrgans. Una cara ha aparegut a les parets de l'església de Luciel. El DrX tractarà el complex d'Electra i a "Es lloga habitació" reben Cristòfor Colom.                                                            |              |                                                       |                                                         |                        |
| 13 | «Capítol 13» | Freddy Córdoba Schwaneberg, Roger Córdoba Schwaneberg | Òscar Andreu, Òscar Dalmau, Guillem Dols, Tomàs Fuentes | 5 de febrer de 2012    |
| Coneixerem un nou membre de la família Pinto. A Rational Geographic veurem l'adolescència dels humans. Els 3 humans més preparats de la Terra visiten el planeta Matrics. Fer un trio és el somni de Guy. A "Compra-t'ho ara" ens vendran un repel·lent de mosquits. Un desactivador d'explosius truca a "Tarot Rossita". DJ Pokito vol apropar la seva música als més petits. String canta l'amor. El senyor culpable és acusat de provocar un incendi. La congregació de Luciel espera un nou messies. Els pares del DrX truquen a la seva consulta i a "Es lloga habitació" reben Mozart.                                                                                       |              |                                                       |                                                         |                        |